# کنگره قاره‌ای

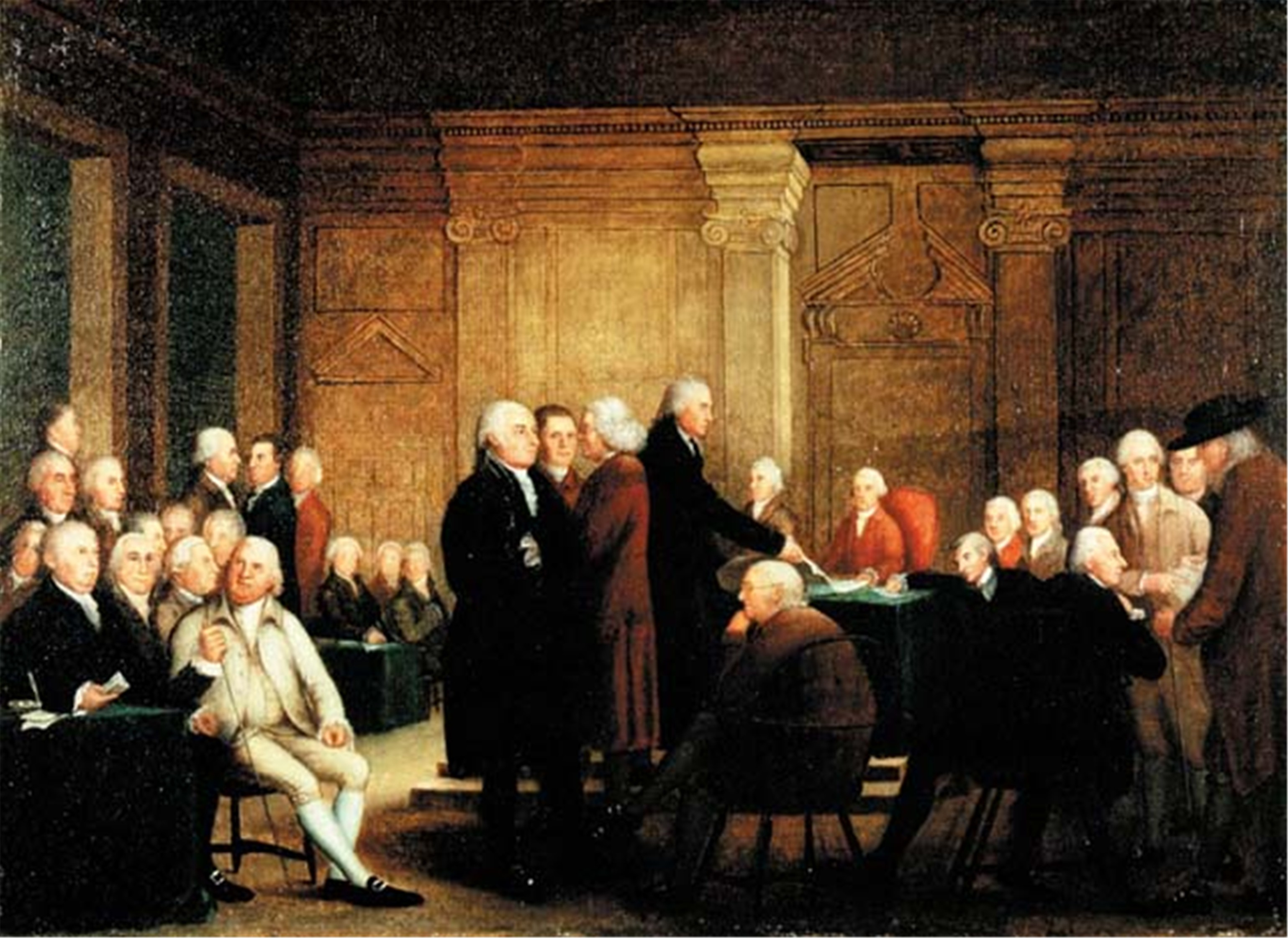

کنگرهٔ قاره‌ای (به انگلیسی: Continental Congress) در جریان شورش مستعمره‌نشینان آمریکایی در مستعمرات سیزده‌گانه علیه نیروهای بریتانیایی، توسط نمایندگان مستعمرات در سال ۱۷۷۴ در فیلادلفیا به وجود آمد. با این هدف که شکایات مردم آمریکا را به حکومت بریتانیا منعکس کند و خواستار رفع مظالم شود.
دومین کنگرهٔ قاره‌ای که در سال ۱۷۷۵ برگزار شد، اقداماتی را برای مقاومت در برابر حکومت بریتانیا انجام داد. تأسیس ارتش به فرماندهی جورج واشینگتن از جملهٔ این اقدامات بود.
می‌توان مهم‌ترین اقدامات کنگرهٔ اول و دوم قاره‌ای را صدور اعلامیه استقلال ایالات متحده آمریکا، تشکیل ارتش قاره‌ای و انتخاب ژنرال جرج واشینگتن به سمت فرمانده ارتش مستعمره‌نشینان دانست.
سایر کنگره‌ها در فواصل معینی تشکیل شدند و بالأخره قانون اساسی ایالات متحده آمریکا را در سال ۱۷۸۹ تصویب کردند.